# 里德勒峰

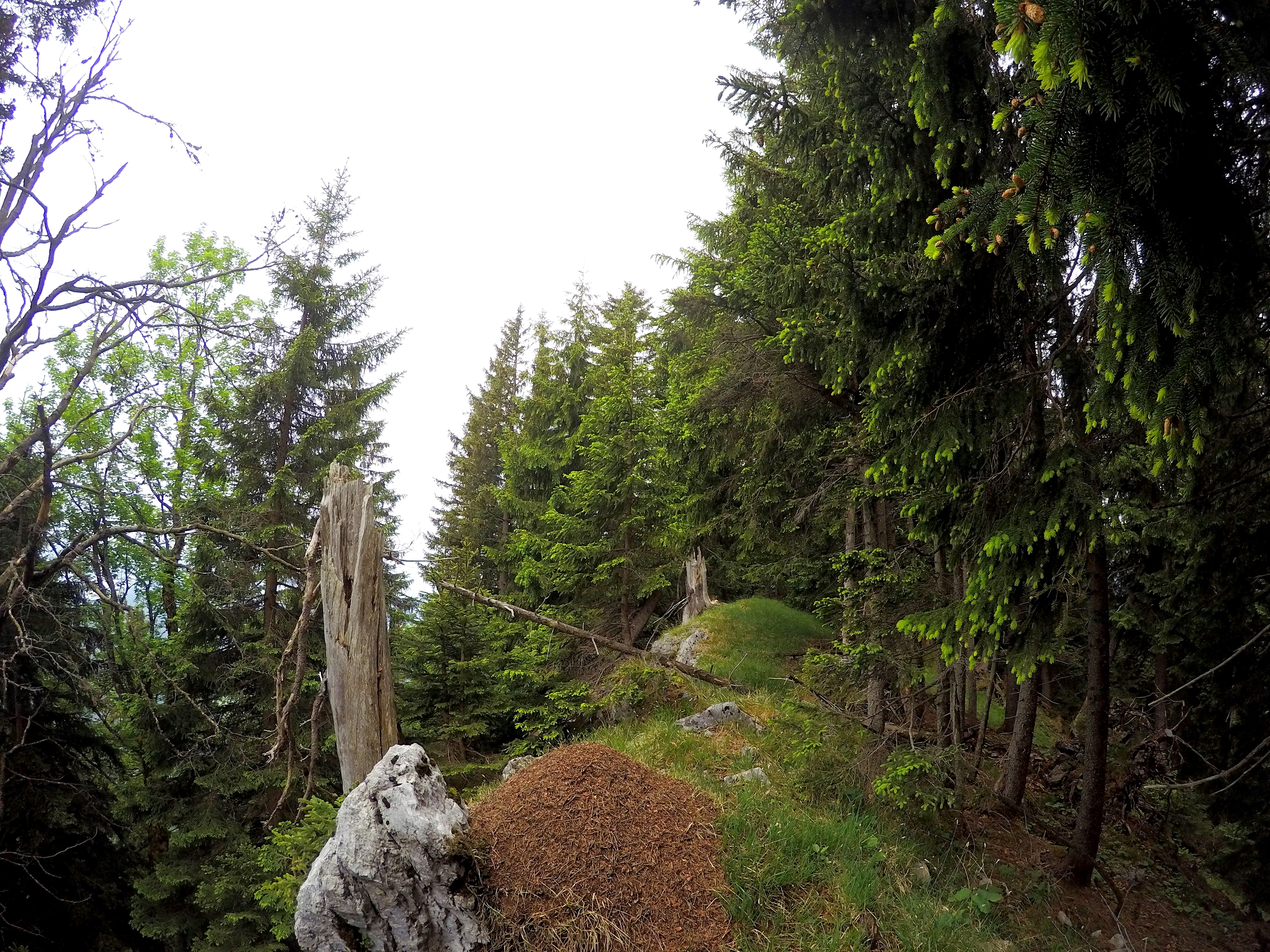

47°38′12″N 11°45′54″E / 47.63667°N 11.76511°E
里德勒峰（德語：Riedlerspitz），是德國的山峰，位於該國東南部，由巴伐利亞負責管轄，屬於泰根塞山的一部分，處於克羅伊特，該山峰海拔高度1,429米。